# Congis-sur-Thérouanne
Congis-sur-Thérouanne är en kommun i departementet Seine-et-Marne i regionen Île-de-France i norra Frankrike. Kommunen ligger i kantonen Lizy-sur-Ourcq som tillhör arrondissementet Meaux. År 2022 hade Congis-sur-Thérouanne 1 776 invånare.

## Befolkningsutveckling
Antalet invånare i kommunen Congis-sur-Thérouanne
| Referens: INSEE |